# 天宮花南
天宮 花南（あまみや かなん、1996年5月8日 - ）は、日本のAV女優、元グラビアアイドル。ティーパワーズ所属。

## 略歴
2018年10月に「那珂川もこ（なかがわ もこ）」の芸名でグラビアアイドルとしてデビュー。当時の所属事務所はオフィスVISH。
2019年、ミスヤングチャンピオンにてファイナリストに残る。
2020年11月発売のイメージDVD『もこっとラブ』がDMM2021年アイドルランキングで1位を獲得。
その後、活動を休止しツイッターやインスタグラムの更新がなくなる。

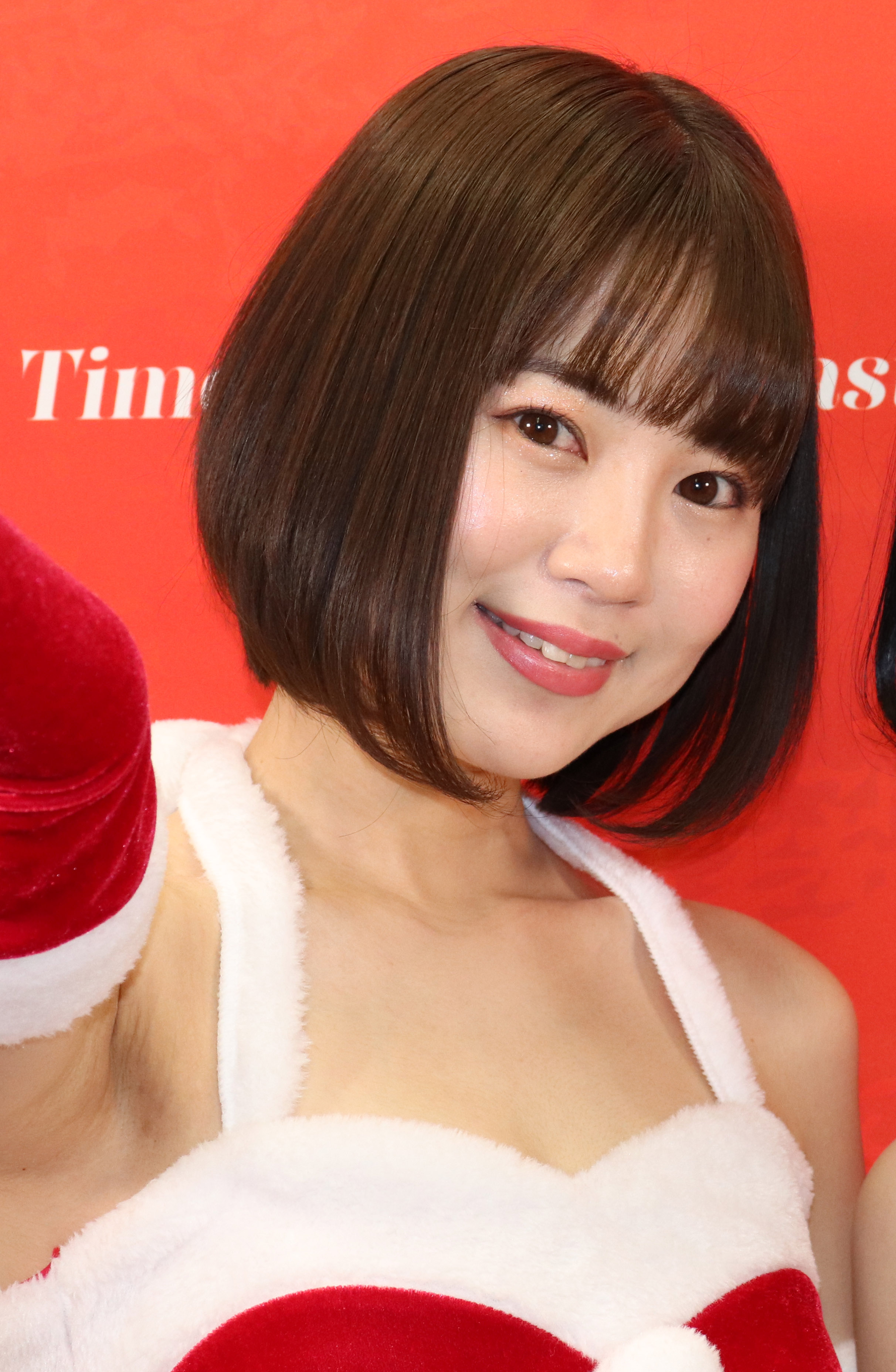
2021年12月5日

2021年5月、「天宮花南」に改名。『フライデー』（講談社）の2021年6月4日号で初のヘアヌードを披露し、同年6月4日、AV女優転身とティーパワーズ所属を明らかにした。
2023年3月発売の『数年ぶりに帰省すると、アラサーの姉は未だに自称家事手伝い(ニート)の喪女だった。 隠れ巨乳の姉(26) 天宮花南』が、同年5月22日週FANZA動画フロアランキングにて5位に再浮上。5月29日週の同ランキングでは同作品が1位となった。6月26日週FANZA動画フロアランキングで再び1位を記録。2位には新作の『デリヘル呼んだらいつも領収書を突っ返してくる経理部の欲求不満OLと遭遇「まさか、飲食代で落とさないでくださいよ…」と言いつつ生本番させてくれ自宅でも会社でもヌいてくれる関係に 天宮花南』がランクインした。
2023年8月には同年上半期に最も売れた作品として『数年ぶりに帰省すると～』が取り上げられ、『週刊プレイボーイ』誌上で記念インタビューが行われた。ギャップを狙った作品だが、女性からの反響も多い作品だったという。
2023年10月7日のFANZA動画デイリーランキングでは、セールと口コミが広がったことで7月発売の『結婚するのでもう会えない…」3年続いたセフレからもう会わないと連絡あり…最後にもう一度だけ会っとこうと互いに名残惜しみつつ夜明けまで生ハメ中出ししまくったのがどちゃくそ良かった件 天宮花南』が6位まで上昇した。同作は10月2日週FANZA動画フロアランキングで7位まで上昇した。前述のように2023年は口コミの広がりやセールなどの機会に過去作品がじわじわと売り上げ上昇することが多い年となった。AVライターの芝田カズは「演技力の高さに注目が集まった」と論評している。モデルとしても2024年11月『カメラマン リターンズ#12』（モーターマガジン社）にて萩原和幸撮影「かなん」のモデルを務めた。
2024年11月26日、同年12月31日をもってSOD専属から卒業することをSNSで報告した。
AVライターの東風克智は2024年の天宮を（昨年は）「喪女（モテない女子）ブームの火付け役」で、2024年はギャップがエロい「隠れ巨乳地味キャラブーム」を起こし、「交通誘導員、逮捕された女詐欺師などの役に挑戦。地味な役を演じれば演じるほど彼女の美ボディとのギャップが生まれエロくなりました」「山田孝之のように独特なキャラがうまくハマる個性派女優」と論じた。
2025年1月よりMOODYZ（ムーディーズ）専属女優となる。
同年2月10日週FANZA通販フロアランキングでは、出演した『MOODYZファン感謝祭 バコバコバスツアー2025 素人17名とAV女優17名の1泊2日大乱交 新世代AVオールスター覚醒！』が予約段階で初登場3位を記録。
2025年9月には地上波連続ドラマ『ももの唄』（TOKYO MX）に出演予定。

## 人物
熊本県出身。特技は体が柔らかいこと、趣味は一人でどこそこへ行くことで、飲食店、バーなどには基本的に一人で行く。
学生時代は器械体操をしており、当時はロンダートやバック転もできた。
初体験は19歳で、相手は1歳上の知り合い。処女だと知られていたので、事前に2人で別の男性からの助言を受けたり、エッチの順番動画を観たという。週刊プレイボーイでのインタビューでは「雑誌付録のSEX講座みたいなDVDを一緒に観た」と答えている。AVデビューまでのプライベートでの経験人数は3人。
芸能界入りのきっかけはバンドのライブ会場でスカウトされたこと。
内容がある方が気持ちが入りやすいことから、ドキュメント系よりも、ドラマ作品を好む。

## 評価
| 年月日     | 賞                                          | 結果  | 出典   |
| ---------- | ------------------------------------------- | ----- | ------ |
| 2021年12月 | 光文社『FLASH』2021年セクシー女優ランキング | 第6位 | [ 28 ] |

## 作品

### イメージビデオ
- 清純クロニクル（2015年12月8日、スパイスビジュアル）※「佐野ほのか」名義
- ミルキー・グラマー（2018年11月24日、竹書房）
- ふわもこ（2019年2月25日、ギルド）
- 初恋物語 ～Bitter Sweet Harmony（2019年7月31日、グラヴィス）
- moco moco（2019年10月25日、エスデジタル）[29]
- もこっとラブ （2020年11月20日、竹書房）[30]
- 初恋物語 ～もう一つのものがたり…（2021年7月16日、グラフィス）
- Kanan Twinkle tropical（2021年12月2日、REbecca）
- Kanan2 Mystical waterfront（2022年11月3日、REbecca）
- Kanan3 月明かりのセンチメンタル（2023年4月20日、REbecca）
- 美・ボディ 天宮花南（2023年8月26日、スパークビジョン）
- 湯女美人 天宮花南（2023年12月20日、スパイスビジュアル）
- Kanan4 光と水のファンタジー（2024年4月4日、REbecca）

### アダルトビデオ
2021年
- 現役清楚系No.1グラドル 天宮花南 AV DEBUT（7月22日、SODクリエイト）[31]
- 清楚系No.1グラドル イメビ時代にアイドルが夢見たセックス 天宮花南（8月26日、SODクリエイト）
- 【完全主観】もしも彼女がグラドルだったら…3時間4SEX 天宮花南（9月23日、SODクリエイト）[32]
- ドバドバ精子垂れ流し無限昇天イメクラエステ4COSPLAY3sex 天宮花南（10月21日、SODクリエイト）
- スローとハードを交互に繰り返すギアチェンピストンで頭真っ白焦らされイキ 天宮花南（11月11日、SODクリエイト）
- MINAMO × 天宮花南 Wキャスト【マジックミラー号25周年記念作品】真夏の海でファン感 童貞筆おろし 逆ナンパ 全部やっちゃいます（11月25日、SODクリエイト）
- 【完全主観】弟大好きブラコンおせっかい姉は現役グラドル 四六時中ヌ〜ッキヌキ近親相姦生活 天宮花南（12月23日、SODクリエイト）

2022年
- 全身隈なくねっとり舐められながら密着性交 天宮花南（1月27日、SODクリエイト）
- SOD究極痴女ハーレム 豪華WキャストMINAMO・天宮花南（2月10日、SODクリエイト）[33]
- 体の相性が最高なコンビニパート主婦Aさんとは休憩2時間のショートタイム密会でも最低3回は射精(だ)せる 天宮花南（2月23日、SODクリエイト）
- 10発の精子ぜ〜んぶぶっかけ! ず〜っと笑顔でしゃぶってくれる方言フェラチオ天使 天宮花南（3月24日、SODクリエイト）
- 出張先の地方のスナックで知り合ったノリのいい地元美女と既婚者のボクが温泉で二晩ハメまくった 天宮花南（4月21日、SODクリエイト）
- 学校の成績は悪いけどヌキテクがもんのスゴいギャルの従妹に勉強を教えてあげる代わりに12発ヌいてもらった 天宮花南（5月26日、SODクリエイト）
- いいなり温泉旅行 天宮花南（6月23日、SODクリエイト）
- ロケ帰り相部屋NTR 大雪で東京に帰れなくなったお天気お姉さんが仕事の愚痴を聞いてくれる新人ADと朝まで一晩中何度もヤリまくった。天宮花南（7月21日、SODクリエイト）
- 「詐欺パパに騙されて集団にタダマン輪姦されてサイアク〜!」「就職? 夢? 将来? どうでもよくなってきちゃったw」「ねぇ… おじさん… もっとメチャクチャにしてください…。」 天宮花南（8月25日、SODクリエイト）
- 中出し解禁! 天然Gカップ清楚系No.1グラドル ソフトなイメビシチュエーションからの痙攣デカチン激ピス 大量ザーメン子宮口注入ドキュメント 天宮花南（9月22日、SODクリエイト）
- いつでも連射! サッカー部顧問女教師 情熱の顔射指導、喉奥射精、追撃フェラチオ 天宮花南（10月20日、SODクリエイト）
- 出張先の温泉旅館で部下の新卒OLとまさかの相部屋 純真無垢な誘惑 逆NTR 天宮花南（12月22日、SODクリエイト）

2023年
- 天然Gカップグラドルが初出勤! 無制限発射OKで連続ナマ中出しさせてくれる完全会員制ソープ 天宮花南（1月26日、SODクリエイト）
- 無愛想な人妻家政婦「とっとと済ませて下さいませ。家事が出来ませんので。」【業務中はいつでもハメられます】‘膣ハメ’の裏オプ付き 天宮花南（2月9日、SODクリエイト）
- 数年ぶりに帰省すると、アラサーの姉は未だに自称家事手伝い(ニート)の喪女だった。 隠れ巨乳の姉(26) 天宮花南（3月23日、SODクリエイト）[34]
- デリヘル呼んだらいつも領収書を突っ返してくる経理部の欲求不満OLと遭遇 「まさか、飲食代で落とさないでくださいよ…」と言いつつ生本番させてくれ自宅でも会社でもヌいてくれる関係に 天宮花南（4月20日、SODクリエイト）
- 理性崩壊キメセク監禁エステ 媚薬オイルで極限まで焦らし悶絶エビ反り失禁ダダ漏れ絶頂 天宮花南（5月25日、SODクリエイト）
- リップ音が脳内に響き渡るほど全身とろけるベロチュウ中出し & ディープフェラ 天宮花南（6月22日、SODクリエイト）
- 「結婚するのでもう会えない…」3年続いたセフレからもう会わないと連絡あり… 最後にもう一度だけ会っとこうと互いに名残惜しみつつ夜明けまで生ハメ中出ししまくったのがどちゃくそ良かった件 天宮花南（7月20日、SODクリエイト）
- 【夏といえば水着! SODstar全員ビキニ祭】 絶倫教頭（55歳独身）にメンズエステ店勤務がバレて粘着ベロチュウと本番強要で犯され続ける体育教師 天宮花南（8月24日、SODクリエイト）
- 路上で倒れたボクを介抱してくれた人妻薬剤師が部屋を訪ねてくるようになり気づいたら勃起薬を盛られ何度もイカされていた… 天宮花南（9月21日、SODクリエイト）
- 【ドM草食系男性専用】ドS愛人の超絶上から見下しマウント騎乗位! ダメな男を罵ることで快感を得る激ヤバ痴女の密室射精管理 天宮花南（10月26日、SODクリエイト）

2024年
- アラサー喪女ニート 2 母親と喧嘩して家出した従姉が自宅へ来て、自分よりクソニートだとレッテルを貼られた。 隠れ巨乳の従姉 (27) 天宮花南（1月25日、SODクリエイト）[35]
- 保育園に子供を送ってから迎えまでの8時間 長男のサッカースポ少のコーチと、不倫セックスしまくっている絶倫ママチャリ妻。 天宮花南（2月22日、SODクリエイト）
- 話題の新人エロ漫画家はまさかの清楚系美女! 「良い作品のため」とお願いされ、やむなくチ〇ポのデッサンに付き合ったら要求がどんどんエスカレートし中出しセックスを懇願してくるほど大胆スケベ化させてしまった… 天宮花南（3月20日、SODクリエイト）[36]
- 「あなたも寝取って差し上げましょうか?」 巷で噂のスゴ腕別れさせ屋工作員A・Kさん（20代女性）への密着取材に成功。心もチ〇ポも掴む寝取り誘引中出しセックスの実態とは!? 天宮花南（4月25日、SODクリエイト）[37]
- 大量潮吹きするほどピストンバイブでイカされて「もうイッてるからぁぁ」アクメ直後もガンガンッ膣奥を突きまくる超追撃ピストン 天宮花南（5月23日、SODクリエイト）
- 学生向けアパートの美人大家さんは家賃免除の代わりに僕の童貞チ〇ポを四六時中弄びギアチェン騎乗位責めで中出しさせて精子を搾り取る性欲強めの痴女だった。 天宮花南（6月20日、SODクリエイト）[38]
- 天宮花南 33発中出し大乱交! ノンストップ・ノーカットで33本のチ●ポを滅多挿し & ぶっかけ! 【デビュー3周年特別企画】（7月25日、SODクリエイト）[39][40]
- アラサー喪女ニート 3 悪い男にナンパされた! ホスト風イケメンにホイホイついていったら、その仲間たちに干物マ×コをタライ回しにされちゃった。天宮花南（8月22日、SODクリエイト）[40][41]
- 「ひさしぶり。きのう祐天寺いた？」2年間ブロックされてたセフレ（♀）から突然の連絡…結婚したはずの花南と久々の再会。なんでも旦那が浮気してるがどーのとかブツクサ言ってたが一向に頭に入ってこずテキトーに相槌うってホテルへ連れ込んでたっぷり生マン… 天宮花南（9月26日、SODクリエイト）
- 夫婦のこれからのために始めた交通誘導バイトで出会った年下ガテン系と待機中不倫SEX 天宮花南（10月24日、SODクリエイト）
- ある日 隠れ巨乳の家出少女がアパートに住みついた 娘のように思っていたがSEXをねだられ 脱いだら最高のカラダで人生で最高に気持ちよくて ヤリまくった日々 天宮花南（11月21日、SODクリエイト）
- 年上セフレと過ごす休日 僕の家でゲームしてセックスして寝る 天宮花南（12月26日、SODクリエイト）[42]

2025年
- 専属決定 史上1番イッてるってばぁ! 状態でも中出しピストンやめない\ 絶対! 天宮花南（2月4日、MOODYZ）
- 担任教師の僕は生徒の誘惑に負けて放課後ラブホで何度も、何度もセックスしてしまった… 天宮花南（3月4日、MOODYZ）
- MOODYZファン感謝祭 バコバコバスツアー2025 素人17名とAV女優17名の1泊2日大乱交 新世代AVオールスター覚醒!（3月18日、MOODYZ）[43]
- ソープ部を新たにつくった生徒会長花南ちゃんがエッチな衣装で大奮闘! 発射無制限サービス 天宮花南（5月6日、MOODYZ）
- 「姉弟だから… 擦るまでだよ」 引きニートな僕にも優しすぎるお人好しの姉に”素股まで”の条件で性処理手伝ってもらって10年。 ある日、ドロ濡れおま●こに先っぽ2cm挿入しても何も言わないので… 中出し近親相姦。 天宮花南（6月3日、MOODYZ）
- ゴミ部屋に住む引きこもりコドおじが自立支援してくれるボランティア女子大生に恋をした… 告白・拒否・襲撃・監禁レ×プ中出し同棲生活 天宮花南（7月1日、MOODYZ）
- 若者がいない限界集落で子種を欲しがって… 乳首ビンビン欲情して足腰ガクガクド田舎ガニ股オーガズム中出しを求めたワタシ…。 天宮花南（8月5日、MOODYZ）

### アダルトVR
- もしも彼女が現役グラドルだったら…最初から最後までずうっ〜と甘えキス・本気ベロちゅうでキス100回以上のイチャラブ究極同棲VR 天宮花南(170分スペシャル収録2SEX+濃密5エロコーナー)（2021年10月10日、SODクリエイト）
- 数年ぶりに帰郷すると、アラサーの姉は未だに自称家事手伝い（ニート）の喪女だった。無防備な尻、無様なピストンバイブ・オナニーを覗き見て思わず襲ってしまうと、久しぶりのチ●ポに興奮止まずにイっても追撃騎乗位してくる! 隠れ巨乳の姉（27）天宮花南（2024年3月21日、SODクリエイト）
- 真面目な新任教師は生徒のボクと主従関係 放課後の教室でターンテーブル拘束して連続PtoM調教 天宮花南（2024年4月15日、SODクリエイト）
- 天宮花南式HowToモテ男指南塾 座学編、実践編を経て女子と中出しSEXできるまでを体感!（2025年4月7日、MOODYZ）

### 写真集
- 胸いっぱいのKissを 天宮花南ファースト写真集（2022年9月30日、徳間書店、撮影：早川達也）ISBN 978-4-19-865525-9

### ポーズ集
- プレミアムヌードポーズブック Model 天宮花南（2022年11月11日、ジーオーティー、撮影：浜田一喜）[44] ISBN 978-4-8236-0363-1

### デジタル写真集
- 天宮花南 清楚系グラドルの恥じらい初ヘアヌード vol.1 FRIDAYデジタル写真集（2021年7月23日、講談社、撮影：西田幸樹）
- 天宮花南 清楚系グラドルの恥じらい初ヘアヌード vol.2 オール未公開100カット超完全版 FRIDAYデジタル写真集（2021年7月23日、講談社、撮影：西田幸樹）
- 天宮花南 エンドレス・サマー・ヌード 週刊ポストデジタル写真集（2022年5月30日、小学館、撮影：柳沢康太）[45]
- 山岸伸 × SODデジタルヌード写真集 天宮花南 『if』（2023年10月16日、ソフト・オン・デマンド、撮影：山岸伸）
- 天宮花南 美しすぎて我慢できない 週刊ポストデジタル写真集（2024年9月13日、小学館、撮影：佐藤佑一）[46]
- More Exciting Girls 天宮花南デジタル写真集（2025年3月6日、文友舎、撮影：前村竜二）
- 天宮花南 ゆさぶる瞳 vol.1 FRIDAYデジタル写真集（2025年4月18日、講談社、撮影：惠原祐二）
- 天宮花南 ゆさぶる瞳 vol.2 FRIDAYデジタル写真集（2025年4月18日、講談社、撮影：惠原祐二）
- 天宮花南 ゆさぶる瞳 vol.3 100ページ超豪華版 FRIDAYデジタル写真集（2025年4月18日、講談社、撮影：惠原祐二）

## 出演

### 映画
- 青春カレイドスコープ「夏色のマフラー」（2019年8月24日、らんくう・パロマプロモーション） - 「女子高生」役[47]

### ラジオ
- 紗倉まなとニューヨークのマジックミラーナイト（2021年7月10日、7月17日、2022年7月17日、7月24日、文化放送）
- ラジオのアナ〜ラジアナ/深夜3時のヒロイン（2022年7月14日、7月21日、FM NACK5）

### テレビ
- 魚拓と成瀬のツキとスッポンぽん #372,#373（2021年10月17日,24日、パチ・スロ サイトセブンTV）
- もう!バカリズムさんの超H! #32（2022年2月28日、フジテレビONE）
- 有吉弘行の脱法TV（2023年11月14日、フジテレビ）- 主人公に隠れてしちゃう彼女 役[48]
- ケンコバのバコバコナイト「バコバコSXII」（2024年11月1日 - 11月29日、サンテレビ）
- ゴッドタン（2025年3月16日、テレビ東京）[49]
- 月ともぐら（2025年3月21日 - 4月11日、テレビ東京）

### ウェブテレビ
- 鶴瓶&ナイナイのちょっとあぶないお正月2025（2025年1月1日、ABEMA）- キャッチャーオーディション美女1、おせち重箱美女（えび）役